# 阿波斯托洛韋區

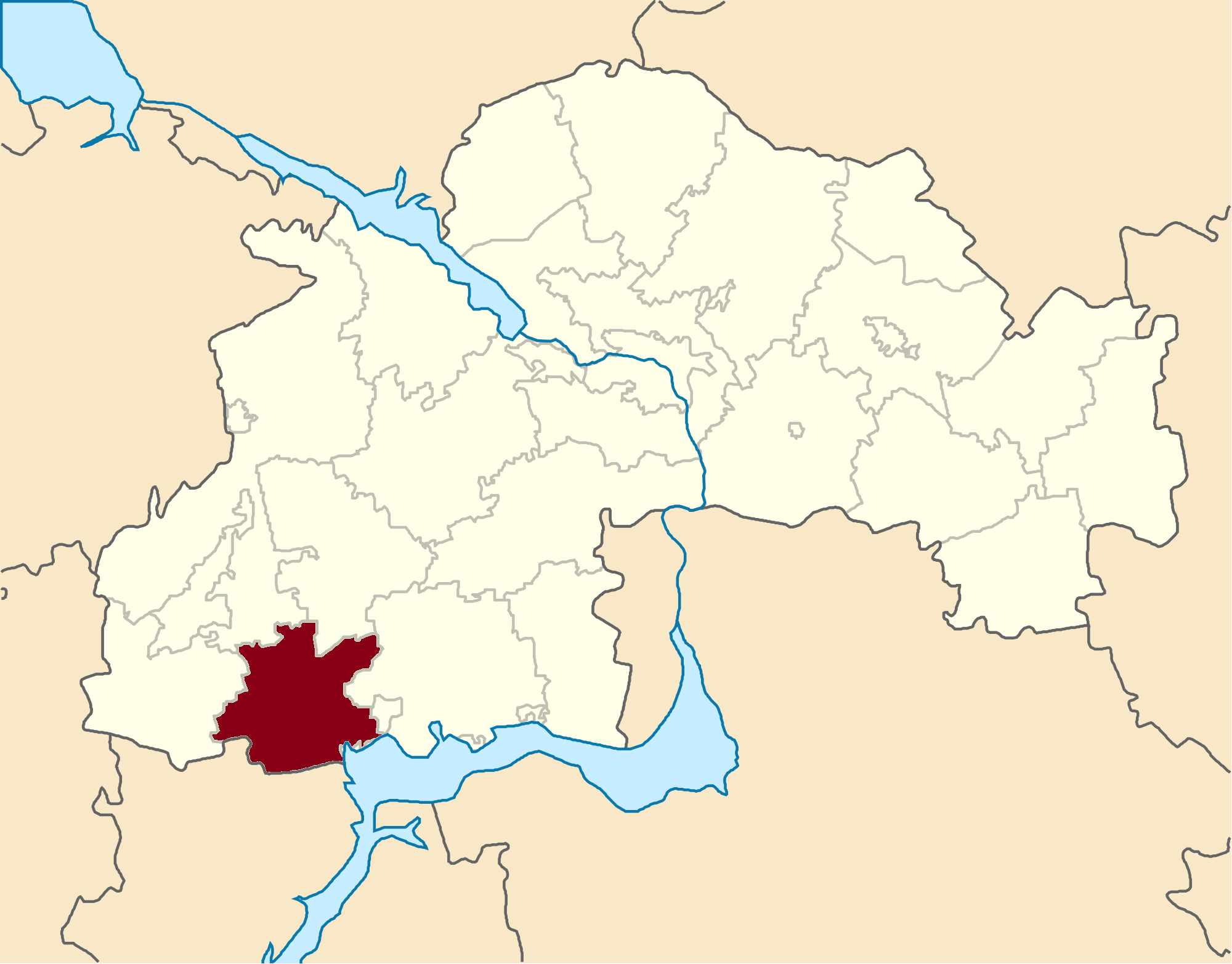

47°39′36″N 33°39′36″E / 47.66000°N 33.66000°E
阿波斯托洛韋區（烏克蘭語：Апостолівський район），是烏克蘭的一個區，位於該國中部，由第聶伯羅彼得羅夫斯克州負責管轄，首府設於阿波斯托洛韋，面積1,380平方公里，2015年人口56,548，人口密度每平方公里41.8人。